# Будинок з піску і туману
«Будинок з піску і туману» (англ. «House of Sand and Fog») — американський художній фільм 2003 року режисера Вадима Перельмана за повістю Андре Дюбюї.

## Сюжет
Старий будинок, за збігом обставин, стає символом спокійного життя для Кеті, його колишньої господині, позбавленої прав на будинок через юридичну помилку, і для сім'ї іммігранта з Ірану полковника Берані. Дівчині, що залишилася без даху над головою, намагається допомогти помічник шерифа, який і позбавив її дому.
Конфлікт поступово переростає в міжкультурний, міжрелігійний, міжетнічний. Всі хочуть домогтися правоти, допомогти собі знайти спокій, відновити справедливість, яка у кожного — своя. Занадто пізно герої драми розуміють, що вони починають втрачати людяність в боротьбі за власну мрію, занадто пізно вони осягають і приймають чужу мрію.

## У ролях
- Дженніфер Коннеллі
- Бен Кінгслі
- Рон Елдард
- Шохре Агдашлу
- Карлос Гомес
- Френсіс Фішер
- Намрата Купер
- Акі Алеонг
- Марк Чает
- Марко Родрігез
- Скотт Кінуорті
- Кім Діккенс
- Боніта Фрідеріси
- Карл Мекін
- Майкл Пападжон
- Наві Рават
- Рей Абруццо
- Купер Торнтон
- Ешлі Еднер
- Ал Фаріс
- Кен Кермен
- Спенсер Гарретт
- Джо Говард

## Творча група
- Сценарій: Вадим Перельман, Шон Лоуренс Отто
- Режисер: Вадим Перельман
- Оператор: Роджер Дікінс
- Композитор: Джеймс Хорнер